# Tombola (tijdschrift)
Tombola was een Nederlands stripblad uitgegeven door De Spaarnestad dat in 1953 en 1954 verscheen als bijlage bij de Libelle.
Tombola bestond uit 16 pagina's, gedrukt met de steunkleuren rood en groen, en was niet voorzien van nietjes. Het bevatte verhalen, spelletjes en strips. De teksten werden voornamelijk verzorgd door Toon Kortooms. Hij schreef strips als Tom en Bola en Ping, Plop en Boutje, die werd getekend door Piet Jansen (Obé), en Doctor Davis, getekend door Henk Alleman. Verder bevatte het blad ook geïmporteerde strips.
In 1954 fuseerde het blad met de tijdschriften Rebellenclub (1930-1954) en Grabbelton (1950-1954) tot het nieuwe jeugdtijdschrift Sjors. Dat tijdschrift liep tot 1975 waarna het samen met het tijdschrift Pep fuseerde tot het tijdschrift Eppo.